# Sylvie Vincent
Pour les articles homonymes, voir Vincent.
Sylvie Vincent, née Sylvie du Crest, dite Sinipi en innu, est une anthropologue et ethnologue canadienne québécoise née le 27 avril 1941 et morte le 30 avril 2020 à Montréal,. Ses recherches portent principalement sur des questions en lien avec les Premiers Peuples du Québec et, plus particulièrement, sur les traditions orales des peuples innus. Elle est la mère de la linguiste Nadine Vincent.

## Biographie
Sylvie Vincent a été rédactrice de la revue Recherches amérindiennes au Québec, à la cofondation de laquelle elle a contribué au début des années 1970, avec son collègue Laurent Girouard.
À partir de 1972, elle travaille avec l'écrivaine innue Joséphine Bacon qui sert d'interprète auprès des aînés lors des visites de l'anthropologue dans les communautés. Durant ses divers projets, Sylvie Vincent travaille principalement avec les Innus, mais aussi avec les Cris, les Algonquins et les Hurons-Wendats. Tout au long de sa carrière, elle collabore avec des anthropologues connus comme Bernard Arcand, Serge Bouchard, José Mailhot et Rémi Savard.
En 2009, elle reçoit le prix des Dix pour sa contribution personnelle remarquable à l'histoire des Premiers Peuples aux Québec.
À titre de consultante, Sylvie Vincent contribue en février 2020 à la victoire en justice du conseil de bande de la réserve d'Uashat, dont une portion du territoire avait été illégalement revendue en raison d'une mauvaise gestion gouvernementale.
Diabétique, la chercheuse succombe à la Covid-19 quelques mois plus tard. À son décès, divers acteurs des communautés autochtones, dont les chefs d'Uashat et d'Ekuanitshit et les représentants de l'Institut Tshakapesh, lui rendent hommage et soulignent sa contribution.

## Principaux ouvrages
- Les Amérindiens dans les Annales de la Propagation de la Foi (1971)
- L'image de l'Amérindien dans les manuels scolaires du Québec ou Comment les Québécois ne sont pas des sauvages (1979), avec Bernard Arcand
- Baie James et Nord québécois : dix ans après (1988)
- Le récit de Uepishtikueiau : l'arrivée des Français à Québec selon la tradition orale innue (2003)

## Principaux chapitres de livres et articles
- Sylvie Vincent, « Chapitre 27. La révélation d’une force politique : les Autochtones », dans Le Québec en jeu. Comprendre les grands défis, Montréal, Presses de l'Université de Montréal, 1992 (ISBN 9791036513817, lire en ligne), p. 749-790
- Sylvie Vincent, « Les relations entre le Québec et les autochtones. Brève analyse d'un récit gouvernemental. », Cahiers du PÉQ,‎ janvier 1995, p. 8 (lire en ligne)
- Sylvie Vincent (entrevue réalisée par Francis Dupuis-Déri), « Entre Québécois et autochtones, un territoire à partager », dans Stéphane Batigne (dir.), Québec. Espace et sentiment, Paris, Éditions Autrement, 2001, 228 p. (ISBN 9782746700697)

## Distinctions
- 1982  International Organization for the Elimination of All Forms of Racial Discrimination - EAFORD’s International Award for the Furtherance of Human Understanding[13] pour L'image des Amérindiens dans les manuels scolaires (1979) écrit avec Bernard Arcand[14]
- 2009 Société des Dix - Prix des Dix pour sa contribution à l'histoire du Québec[15]